# Irina Arkhípova
Irina Konstantínovna Arkhípova, rus: Ирина Константиновна Архипова (Moscou, 2 de gener de 1925 - Moscou, 11 de febrer de 2010) fou una mezzosoprano russa.
Irina Arkhípova va néixer en una família de músics. El seu pare tocava el piano i la guitarra, mentre que la seva mare era cantant. Malgrat créixer en aquest ambient, l'època no era la més propícia per a dedicar-se a les arts. El seu pare, enginyer als ferrocarrils, fins i tot va prohibir a la seva mare que formés part del cor del Teatre Bolxoi. Així doncs, Irina va enfocar el seu futur professional cap a l'arquitectura, mentre que la música va quedar com la principal distracció del temps lliure, amb estudis al Conservatori local i posteriorment a Moscou; va debutar a l'Òpera de la seva ciutat el 1953. Amb la seva victòria en el Concurs Internacional de Varsòvia (1955) se li obren les portes del Bolxoi de Moscou, teatre on desenvoluparà la seva carrera com a principal mezzosoprano: Marfa, Marina, Amneris, Carmen i Éboli se succeeixen, sempre cantades en rus, amb creixent autoritat.
L'any 1956 es va incorporar a la companyia d'òpera moscovita, i va arribar al cim de la seva carrera en les dècades dels 60 i els 70. Entre els papers que va interpretar, va destacar sobretot la seva dramatització de Carmen. Arkhípova va aportar al personatge més famós del compositor francès Georges Bizet una veu profunda i plena, d'una gran intensitat. Es deia que la seva tècnica era perfecta, però al mateix temps amb un inimitable sentiment emocional.
 Van arribar els èxits a Londres, San Francisco, Roma, Aurenja i Milà, aleshores cantant en l'idioma original. També van ser destacades les seves interpretacions de Marina a l'òpera Borís Godunov o Khovànxtxina de Modest Mússorgski, i Elena a Guerra i pau, de Serguei Prokófiev.